# TOI-257 b
TOI-257 bとは、地球から250光年離れた位置に存在する恒星TOI-257を公転する太陽系外惑星である。

## 概要
この惑星は、質量が地球の約40倍、半径は地球の7倍。これらのデータでは、海王星と土星のおよそ中間に位置するが、このような惑星は珍しい存在である。また、体積は地球の約350倍。公転周期は約18.39日で、中程度に潰れた楕円の公転軌道を持つ。
また、フォローアップ観測時でTOI-257 bの外側に公転周期が71日の惑星「TOI-257 c」が存在する可能性が示されたが、存在性はTOI-257 bほど確実ではない。